# Макс Крушка
Макс Крушка (нім. Max Kruschka; 7 травня 1919, Шлезвіг — 12 квітня 1948) — німецький офіцер-підводник, капітан-лейтенант крігсмаріне. Кавалер Німецького хреста в золоті.

## Біографія
9 жовтня 1937 року вступив на флот. З грудня 1939 по жовтня 1940 року служив на борту есмінця «Ріхард Байцен», після чого пройшов курс підводника. З березня 1941 року — 2-й, з червня по листопад 1941 року — 1-й вахтовий офіцер підводного човна U-554, з 31 січня по жовтень 1942 року — U-217. В листопаді-грудні пройшов курс командира човна. З 4 грудня 1942 по 7 травня 1944 року — командир підводного човна U-621, на якому здійснив 6 походів (разом 241 день в морі). З травня 1944 по 8 травня 1945 року — офіцер групи військово-морського училища Мюрвіка. Помер на борту рибальського судна Senator Predohl, на якому служив штурманом.
Всього за час бойових дій потопив 3 кораблі загальною водотоннажністю 14 046 тонн.
| Дата            | Назва корабля  | Тип               | Тоннаж | Вантаж | Екіпаж | Загинули | Країна             | Конвой |
| --------------- | -------------- | ----------------- | ------ | ------ | ------ | -------- | ------------------ | ------ |
| 18 грудня 1942  | Oropos         | Торговий пароплав | 4,474  | Баласт | 34     | 34       | Королівство Греція | ON-152 |
| 20 грудня 1942  | Otina          | Тепловий танкер   | 6,217  | Баласт | 60     | 60       | Британська імперія | ON-153 |
| 10 березня 1943 | Baron Kinnaird | Торговий пароплав | 3,355  | Баласт | 42     | 42       | Британська імперія | ON-169 |

## Звання
- Кандидат в офіцери (9 жовтня 1937)
- Морський кадет (28 червня 1938)
- Фенріх-цур-зее (1 квітня 1939)
- Оберфенріх-цур-зее (1 березня 1940)
- Лейтенант-цур-зее (1 травня 1940)
- Оберлейтенант-цур-зее (1 квітня 1942)
- Капітан-лейтенант (1 січня 1945)

## Нагороди
- Залізний хрест 2-го і 1-го класу
- Нагрудний знак підводника
- Німецький хрест в золоті (26 квітня 1944)